# سیرا دو گواداراما
سیرا دو گواداراما (به اسپانیایی: Sierra de Guadarrama) یک منطقهٔ مسکونی و جنگل در اسپانیا است که در مادرید (بخش خودمختار) واقع شده‌است. سیرا دو گواداراما ۲٬۴۲۸ متر بالاتر از سطح دریا واقع شده‌است.